# Ливаде (Хорватія)
Ливаде (хорв. Livade) — населений пункт у Хорватії, в Істрійській жупанії у складі громади Опрталь.

## Населення
Населення за даними перепису 2011 року становило 190 осіб.
Динаміка чисельності населення поселення:

## Клімат
Середня річна температура становить 13,20 °C, середня максимальна – 26,96 °C, а середня мінімальна – -1,70 °C. Середня річна кількість опадів – 991 мм.
| Клімат поселення                              | Клімат поселення | Клімат поселення | Клімат поселення | Клімат поселення | Клімат поселення | Клімат поселення | Клімат поселення | Клімат поселення | Клімат поселення | Клімат поселення | Клімат поселення | Клімат поселення | Клімат поселення |
| Показник                                      | Січ.             | Лют.             | Бер.             | Квіт.            | Трав.            | Черв.            | Лип.             | Серп.            | Вер.             | Жовт.            | Лист.            | Груд.            |                  |
| Середній максимум, °C                         | 9,71             | 11,04            | 14,24            | 17,62            | 22,52            | 26,46            | 26,96            | 26,40            | 22,10            | 17,46            | 12,45            | 8,86             |                  |
| Середня температура, °C                       | 4,00             | 5,31             | 8,54             | 11,91            | 16,82            | 20,76            | 23,10            | 22,53            | 18,23            | 13,60            | 8,57             | 5,00             |                  |
| Середній мінімум, °C                          | −1,7             | −0,39            | 2,84             | 6,20             | 11,09            | 15,05            | 19,23            | 18,67            | 14,37            | 9,70             | 4,70             | 1,12             |                  |
| Норма опадів, мм                              | 70               | 56               | 70               | 80               | 76               | 86               | 59               | 87               | 95               | 114              | 109              | 89               |                  |
| Середньомісячна швидкість вітру, м/с          | 1.58             | 1.86             | 2.04             | 2.09             | 1.90             | 1.82             | 1.81             | 1.72             | 1.67             | 1.76             | 1.80             | 1.69             |                  |
| Середньомісячна сонячна радіація, кДж/м²·день | 4398             | 7360             | 10624            | 15021            | 19138            | 20970            | 22008            | 18805            | 13960            | 8899             | 4870             | 3691             |                  |
| --------------------------------------------- | ---------------- | ---------------- | ---------------- | ---------------- | ---------------- | ---------------- | ---------------- | ---------------- | ---------------- | ---------------- | ---------------- | ---------------- | ---------------- |
| Джерело:                                      |                  |                  |                  |                  |                  |                  |                  |                  |                  |                  |                  |                  |                  |